# Brera
Brera (Palazzo di Brera) je palača iz 17. st. u Milanu, sagrađena kao isusovački konvikt, a danas je palača s jednom od najznačajnijih zbirki slika u Italiji (Pinacoteca di Brera). Nalazi se na adresi: Via Brera 28, 20121 Milano, Italia.
Ime je dobila od germanskog izraza braida, što znači travnato dvorište unutar građevine. 
Uz galeriju, u palači, su smješteni umjetnička akademija (pohađao je i Carlo Carrà), bogata biblioteka, astronomski opservatorij (u kojemu je 40 godina proveo astronom Giovanni Schiaparelli, astronom Barnaba Oriani i dr.), ljekarna i dr.

## Povijest
Na ovom mjestu je stajao stariji konvikt koji je 1572. god. dodijeljen isusovcima i na njemu je predavao i hrvatski filozof i znanstvenik, Ruđer Bošković. Od 1627. – 28. god. nadogradio ju je barokni arhitekt Francesco Maria Richini. Po raspuštanju isusovačkog reda 1773. god., palača je ostala sjedište astronomskog opservatorija i knjižnice koje su osnovali isusovci. God. 1774., dodan je i herbarij novog botaničkog vrta. Zgrade su proširene po nacrtima arhitekta G. Piermarinija, koji je 1776. god. imenovan profesorom novoosnovane Akademije, odakle je sljedećih 20 godina upravljao urbanističkim oblikovanjem Milana (npr. javni vrtovi od 1787. – 88., te Piazza Fontana od 1780. – 82.).
U to vrijeme je osnivač Akademije i njezin prvi dekan, Giuseppe Parini počeo skupljati antičke odljeve kako bi u učenika usadio osjećaj za neoklasicizam. Njegovi nasljednici, Carlo Bianconi (1778. – 1802.) i Giuseppe Bossi (1802. – 1807.) su nastavili proširivati kolekciju neoklasicističkim slikama (autora kao što su: David, Pietro Benvenuti, Vincenzo Camuccini, Antonio Canova, Thorvaldsen) i zbirke arheologa Ennia Quirina Viscontija, ali i renesansnim slikama poput Rafaelova Vjenčanja Djevice, koja je bila važnijom slikom rane kolekcije.
Od 1805. god., u pinkoteci su se organizirale godišnje izložbe s novčanim nagradama, u duhu Pariškog salona, te su tako pinakoteka Brera i grad Milano postali kulturnim središtima slikarstva cijelog 19. stoljeća. Umjetnički žiri Akademije, Commissione di Ornato, je snažno utjecao na oblikovanje javnih spomenika, što danas čini Sopraintendenze delle Belle Arti.
Tijekom romantizma slavilo se akademsko povijesno slikarstvo, pod vodstvom Francesca Hayeza, i uvođenje krajolika kao prihvatljivog akademskog motiva (Massimo D'Azeglio i Giuseppe Bisi), a Akademija je sve više postajala institucija za naobrazbu iz povijesti umjetnosti. Tako se 1882. god. Galerija slika odvojila od Akademije.
Od 1891. godine izložbe se održavaju svake treće godine, a arhitektonska nastava se odvojila u samostalni tečaj. U vrijeme prevlade avangarde i modernizma, ravnatelj Akademije, Camillo Boito, je naukovao umjetnike kao što su Luca Beltrami i Cesare Tallone, koji su opet bili ulitelji modernim umjenticima kao što su Carlo Carrà i Achille Funi.

## Kolekcija
U arhivu pinakoteke su djela Mantegne, Rafaela, Tintoretta, Canaletta, neoklasicista (David, Canova, Thorvaldsen) i dr.
- Giovanni Bellini, Pieta (oko 1460.)
- Piero della Francesca, Sveti razgovori (1472.)
- Oplakivanje Krista (Mantegna) (1480.)
- Donato Bramante, Krist na stupu (oko 1490.)
- Carlo Crivelli, Madonna della Candeletta (oko 1490.)
- Leonardo da Vinci, Studija Kristove glave (1494.)
- Giovanni Bellini, Gospa s Djetetom (oko 1510.)
- Tizian, Antonio Porcia (oko 1548.)
- Tintoretto, Našašće tijela sv. Marka (1562.-66.)
- Caravaggio, Večera u Emausu (1606.)
- Rubens, Posljednja večera (oko 1630.)
- Anthonis van Dyck, Portret dame (oko 1634.)
- Giovanni Battista Piazzetta, Rebeka na bunaru (1735.-40.)
- Francesco Hayez, Poljubac (1859.)

## Vanjske poveznice
- Službene stranice Pinakoteka Brera  Arhivirana inačica izvorne stranice od 21. veljače 2016. (Wayback Machine) (tal.)
- Službene stranice Akademije Brera (tal.)